# Cornilha
Cornilha (en francès Cornille) és un municipi francès situat al departament de la Dordonya i a la regió de la Nova Aquitània.

## Demografia
| 1962                                       | 1968 | 1975 | 1982 | 1990 | 1999 | 2007 |
| ------------------------------------------ | ---- | ---- | ---- | ---- | ---- | ---- |
| 287                                        | 275  | 318  | 445  | 548  | 565  | 655  |
| Des de 1962: població sense dobles comptes |      |      |      |      |      |      |

## Administració
| Període   | Identitat         | Partit |
| --------- | ----------------- | ------ |
| 1959-1977 | Jean du Repaire   |        |
| 1977-1983 | Léo Lafon         |        |
| 1983-1995 | Henri Flourez     |        |
| 1995-2007 | Jacques Hourcabie |        |
| 2007-     | Marinette Dutheil |        |